# Боярський заказник
Боярський — гідрологічний заказник місцевого значення. Об'єкт розташований на території Лисянського району Черкаської області, село Боярка.
Площа — 3,2 га, статус отриманий у 1979 році.